# 特魯什基
49°45′16″N 29°56′34″E / 49.75444°N 29.94278°E
特魯什基（烏克蘭語：Трушки）是位於烏克蘭北部的村莊，由基辅州白采爾克瓦區的富爾西市鎮負責管轄。該村始建於1700年，面積24平方公里，海拔高度166米，人口▼2,531，人口密度每平方公里105.5人。